# Janina Kościałkowska
Janina Węgrzyńska-Kościałkowska (ur. 27 marca 1915 we Lwowie, zm. 23 lipca 2004 w Laloubère we Francji) – polska pisarka tworząca na emigracji.

## Życiorys
Córka Jana Węgrzyńskiego, prawnika, który zajmował stanowisko wicedyrektora Banku Handlowego we Lwowie. Ukończyła studia w Państwowym Instytucie Sztuk Pięknych we Lwowie, a po wyjściu za mąż zamieszkała w Jaśle, w 1941 opuściła je i wyjechała do Szwajcarii. W Bernie stworzyła polski teatr oraz nawiązała kontakt z londyńskimi „Wiadomościami Polskimi”, gdzie publikowała swoje pierwsze opowiadania posługując się pseudonimami Ina Wadwicz, J.M. Wadwicz, Jan Beliwar, Jan Szeliga, Janina M.Wadwicz, Janina Nahlik, JIBE, Nina Nahlik. Po 1945 zamieszkała w Londynie, od tego czasu na łamach nowych Wiadomości pisała pod swoim prawdziwym nazwiskiem. Po kilku latach podjęła decyzję o przeprowadzce do Francji, gdzie spędziła resztę życia. Podpisała list pisarzy polskich na Obczyźnie, solidaryzujących się z sygnatariuszami protestu przeciwko zmianom w Konstytucji Polskiej Rzeczypospolitej Ludowej (List 59).
W 1993 otrzymała honorowe obywatelstwo Jasła.
Janina Kościałkowska tworzyła opowiadania, dramaty i powieści, była laureatką Nagrody „Wiadomości”.

## Twórczość
- Zbrodniarz i Maska (1934);
- Poemat z dyliżansem (1946);
- Kapliczka przydrożna: (Zapiski wrześniowe) (1958);
- Sprawa numer jeden (1967);
- Łódź bukowa (1988);
- Bih me! (2000);
- Ostatni weekend w Paryżu (2001).